# NGC 1132
NGC 1132 (również PGC 10891 lub UGC 2359) – wielka galaktyka eliptyczna (E), znajdująca się w gwiazdozbiorze Erydanu w odległości około 318 milionów lat świetlnych. Została odkryta 23 listopada 1827 roku przez Johna Herschela.
NGC 1132 zawiera olbrzymie ilości ciemnej materii, porównywalne z zawartością tego typu materii w całych grupach galaktyk, dlatego przypuszcza się, że powstała w wyniku połączenia się całej grupy galaktyk w jedną całość.